# Huaricanga
Huaricanga es un caserío ubicado en el distrito de Paramonga, perteneciente a la provincia de Barranca, del departamento de Lima, en la costa central del Perú. Está ubicado en el límite de los departamentos de Áncash y Lima, a 21 kilómetros de la ciudad de Paramonga. Su configuración está trazada por un desvío de la Carretera Panamericana hacia la ciudad de Huaraz —el pueblo se ubica a ambos márgenes de la carretera hacia Huaraz— y por el curso del río Fortaleza. La mayoría de sus pobladores se dedican a la agricultura, actividad favorecida por el mencionado río y por un canal de regadío que corre de manera casi paralela a la carretera. Un pequeño porcentaje de los pobladores se dedica al comercio. 
En la última década, el poblado ha experimentado una ligera expansión, con la adición de algunas edificaciones más allá de la carretera, la cual es el verdadero corazón del poblado. Existe también una escuela primaria y secundaria y dos pequeñas iglesias, una católica y otra cristiana.

## Demografía
En 2017 Huaricanga tenía una población de 166 habitantes.
| Gráfica de evolución demográfica de Huaricanga entre 1993 y 2017 |
|                                                                  |
| Fuentes: Población 1993 y 2017                                   |

## Restos arqueológicos en la zona

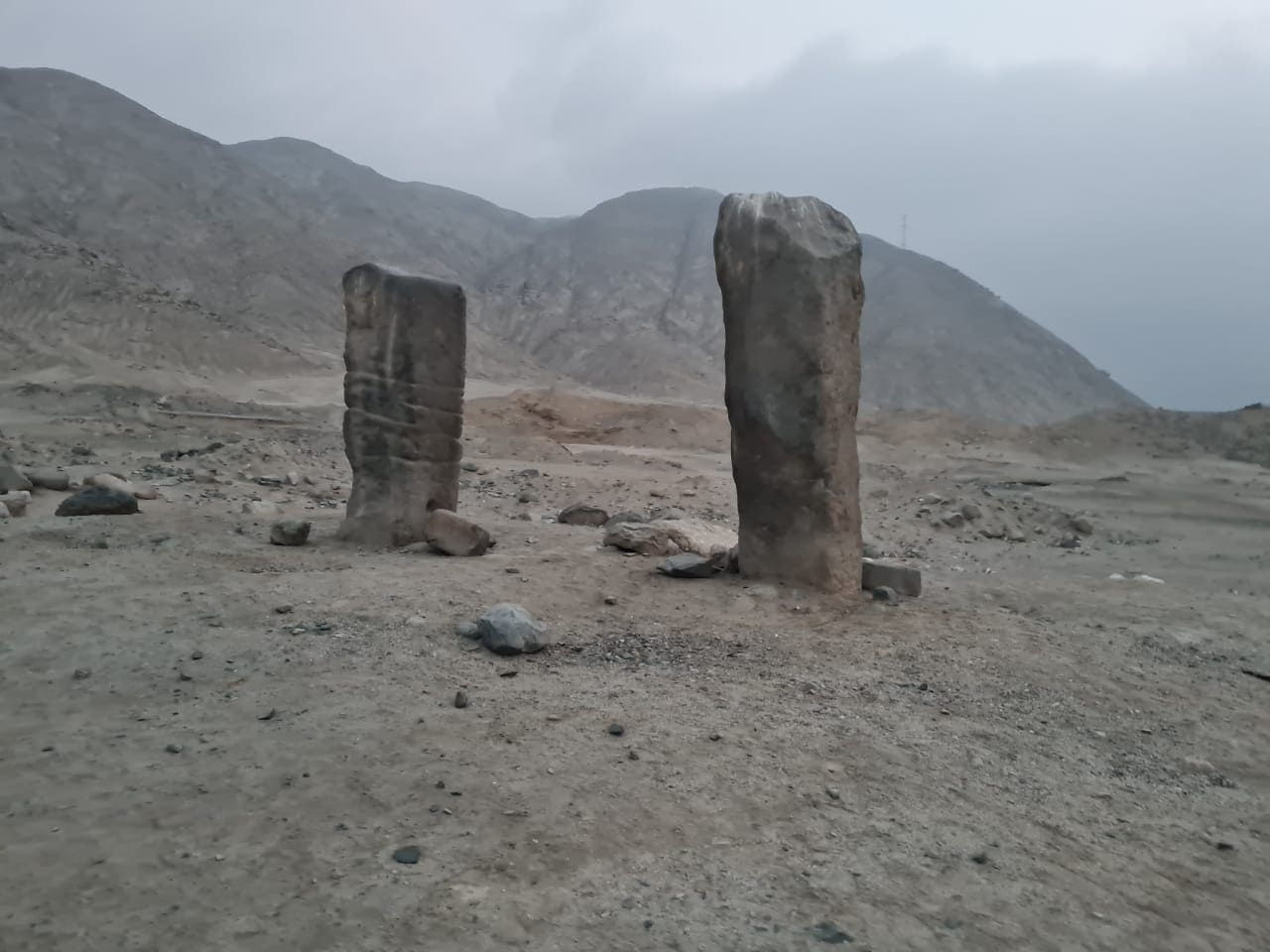
Huancas encontradas en el sitio arqueológico de Huaricanga, en el cual también se encontraron montículos piramidales.

Se cree que la zona de Huaricanga estuvo poblada hace más de 5000 años, tal como se ha deducido al encontrar vestigios de una antigua civilización. En los últimos años se ha denunciado el deterioro de los restos arqueológicos debido a la desidia de autoridades y a la depredación por parte de huaqueros.